# Triumph Sprint
Mit der Modellreihe Triumph Sprint brachte der britische Hersteller Triumph 1993 sein erstes Motorrad im Segment der Sporttourer auf den Markt. Von Beginn an stand der Dreizylinderreihenmotor (Triple) im Mittelpunkt der Entwicklung und wurde bis heute stetig weiterentwickelt.
Die in diesem Artikel erwähnten Baujahre beziehen sich auf die von Triumph genannten Modellbaujahre. Es ist durchaus üblich, dass auf den im Herbst eines jeden Jahres stattfindenden Motorradmessen bereits die Modelle des Folgejahres vorgestellt und anschließend bei den Händlern präsentiert werden.

## Triumph Trident Sprint 900 / Sprint 900 (T300A)
Die Triumph Trident 900 Sprint wurde 1992 auf dem deutschen Markt vorgestellt und war das erste Triumph-Motorrad mit der Bezeichnung „Sprint“. Sie wurde aus dem bereits seit 1991 gebauten Naked Bike Triumph Trident 900 abgeleitet und unterschied sich im Wesentlichen durch die Halbschalenverkleidung und die charakteristisch runden Doppelscheinwerfer. Als Baujahr wurde offiziell das Jahr 1993 angegeben.

### Baujahr 1993
Die Triumph Trident Sprint 900 wurde mit dieser Bezeichnung nur im Baujahr 1993 angeboten. Sie war noch am Vorderrad mit zwei 296-mm-Scheibenbremsen mit zwei Kolben ausgestattet.

### Baujahr 1994
Ab dem Baujahr 1994 wurde die Bezeichnung in Sprint 900 verkürzt und das Motorrad überarbeitet:
- Das Logo der 900 Trident entfiel, stattdessen stand „900 S“ auf der Seitenverkleidung
- Es wurden schwimmend gelagerte Bremsscheiben mit 310 mm Durchmesser und Vierkolben-Bremssättel wie bei der 900 Daytona eingebaut
- Die Sprint erhielt eine Uhr am Kombiinstrument und die obere Gabelbrücke wurde mit einem „Triumph“-Zeichen aus schwarzem Email versehen

### Baujahr 1995
Die Sprint 900 erfährt größere Veränderungen, unter anderem ein völlig neu gezeichnetes Heckteil
- Neu gezeichnetes Heckteil
- 3-Speichen Räder der Daytona und Trophy (170/60ZR17 am Hinterrad)
- Neuer Schalldämpfer und auf den vorderen Bremssätteln sind „Triumph“-Schriftzüge

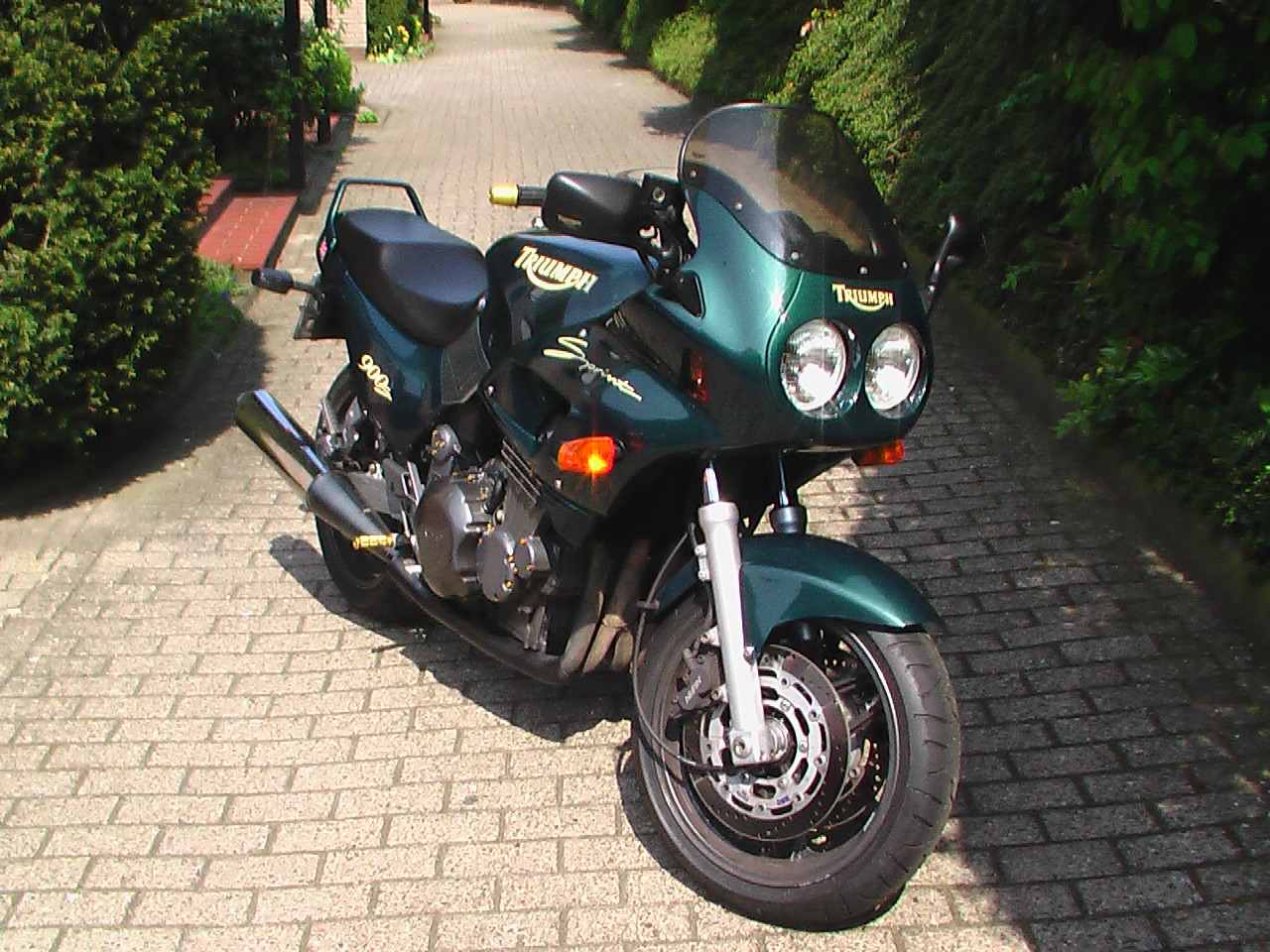
Triumph Sprint 900 Baujahr 1995

### Baujahr 1996
- Gasdruckstoßdämpfer hinten mit mehr Einstellmöglichkeiten
- Leichtere Auspuffe mit widerstandsfähigeren Schalldämpfern
- Die Hinterradschwinge wurde Schwarz eloxiert
- Reduzierte Leistung von 70 kW (95 PS) und Einsatz eines ungeregelten Katalysators

### Baujahr 1998
Die 1998 erschienene Sprint Executive ersetzt die klassische Sprint.
- Die Executive erhält die Hartschalenkoffer und das Heckteil der Trophy sowie deren Auspuffanlage

Gleichzeitig erscheint die Sprint Sports mit einer gegenüber der Executive sportlicheren Ausstattung.
- Die Handgriffe werden für eine sportliche Sitzposition tiefer angebracht
- Die Auspuffe werden für eine größere Schräglagenfreiheit höher gelegt
- Das Fahrwerk wird strammer abgestimmt und mit mehr Einstellmöglichkeiten versehen

Die bis dahin verwendeten Mikuni-Vergaser werden durch Keihin-Vergaser ersetzt.

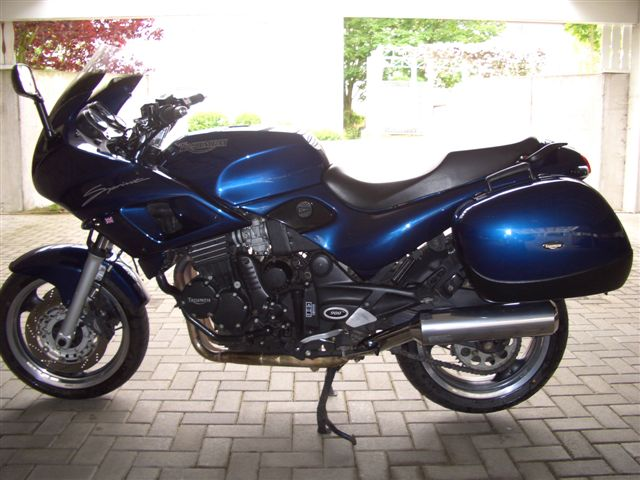
Triumph Sprint 900 Executive Baujahr 1998
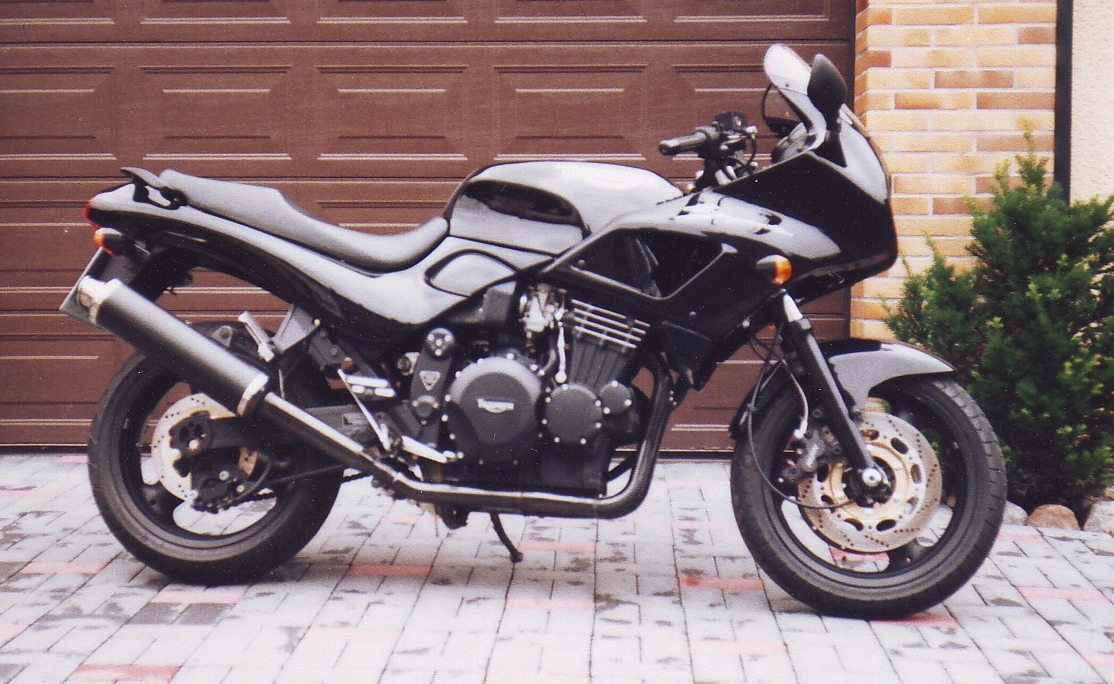
Triumph Sprint 900 Sports Baujahr 1998

### Farben
| Farbtabelle                                                                                   | 1993       | 1994   | 1995   | 1996   | 1997   | 1998      |
| --------------------------------------------------------------------------------------------- | ---------- | ------ | ------ | ------ | ------ | --------- |
| Jet Black, IVC: L2344 / STANDOX: PG / TRIUMPH: T3120300-PG                                    |            |        |        |        |        | Sports    |
| Platinum, IVC: L2367 / STANDOX: GE / TRIUMPH: T3120300-GE                                     |            |        |        |        |        | Executive |
| Candy Apple Red, DUPONT: BEC 1396 / STANDOX: CEA o. R78C / TRIUMPH: T3120300-CE               | Tri Sprint | Sprint | Sprint | Sprint | Sprint |           |
| Tornado Red, IVC: L2804 / DUPONT: BEC 2211/ STANDOX: CM / TRIUMPH: T3120300-CM                |            |        |        |        |        | Sports    |
| Volcanic Red, SCHOCH: 674 OME 39 / STANDOX: CN / TRIUMPH: T3120300-CN                         |            |        |        |        |        | Executive |
| Nightshade, DUPONT: BEC 1656 / STANDOX:BEC/1656 / TRIUMPH: T3120300-KD                        |            |        | Sprint | Sprint | Sprint |           |
| Caspian Blue, DUPONT: 462110101 / STANDOX: BEC/1349 / TRIUMPH: T3120300-JD                    | Tri Sprint | Sprint |        |        |        |           |
| Pacific Blue, DUPONT: BEC 1954 / STANDOX: BEC/1954 / TRIUMPH: T3120300-JI                     |            |        |        |        |        | Executive |
| British Racing Green, DUPONT: 461210101 / STANDOX: BEC/1343 o. BEC/881 / TRIUMPH: T3120300-HA | Tri Sprint | Sprint | Sprint | Sprint | Sprint | Executive |

## Triumph Sprint 955i ST / RS
Die vollständig neu entwickelte Triumph Sprint ST 955i (ST für Sporttourer) wurde Ende 1998 vorgestellt und mit Baujahr 1999 auf den Markt gebracht. Sie hatte einen Doppel-Aluminiumprofilrahmen. Der 955er Motor hatte sein Debüt bereits 1997 in der Daytona T595 und wurde nun in einer den Tourerbedürfnissen angepassten Konfiguration in der Sprint verwendet. In Deutschland werden ST und ein Jahr später die RS in der Regel in der 98-PS-Version ausgeliefert und nur auf Wunsch in der offenen internationalen Version. Die Leistungsdaten in Deutschland steigern sich von 1999 bis 2001 von 77 kW (105 PS) (Sprint ST) bzw. 79 kW (107 PS) (Sprint RS Modell) bis 81 kW (110 PS) bedingt durch den in Deutschland obligatorischen geregelten Katalysator.

### Baujahr 1999
Gegenüber dem Vorgängermodell Sprint Executive erhält die Sprint ST 955i eine Vollverkleidung. Die Führung des Hinterrads übernimmt eine Aluminiumeinarmschwinge mit Zentralfederbein.

### Baujahr 2000
Der Sprint ST 955i wird die Sprint RS 955i (RS für Roadster) zur Seite gestellt. Die RS wird von Triumph als Sportmotorrad beworben allgemein aber dem Segment der Sporttourer zugerechnet und weist gegenüber der Sprint ST folgende Unterschiede auf:
- Anstelle der Vollverkleidung erhält die Sprint RS eine Halbschalenverkleidung
- Dem Anspruch an ein Sportmotorrad entsprechend werden die Griffe tiefer platziert
- Das Hinterrad wird in einer Zweiarmschwinge aus Aluminium geführt
- Der Brückenrahmen aus Aluminium ist schwarz lackiert
- Der Motor ist graphit-/silberfarben
- Die Felgen sind gegenüber der Sprint ST in silber gehalten

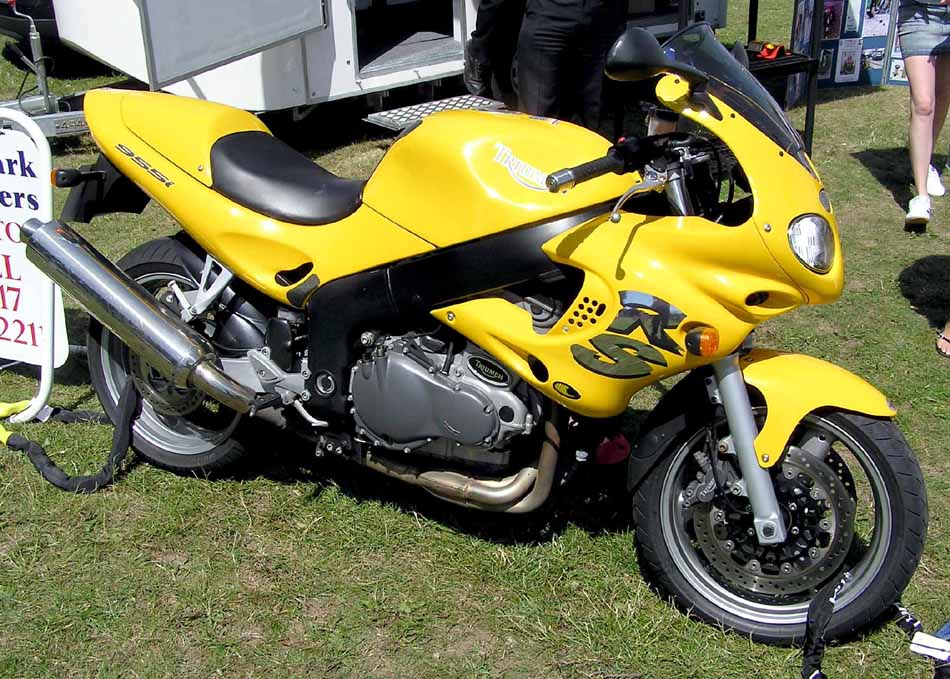
Triumph Sprint RS Baujahr 2000

### Baujahr 2001
Der Motor der Sprint RS weist eine geringfügig höhere Leistung von 79 kW (107 PS) auf.

### Baujahr 2002
Der Motor, aus der Daytona entliehen, wurde komplett überarbeitet und bei zwei Kilogramm weniger Gewicht die Leistung auf 88 kW (120 PS) erhöht. Die Verdichtung wird von 11,2:1 auf 12,0:1 angehoben. Er wird nun in die Modelle Triumph Speed Triple, Sprint ST und Sprint RS eingebaut.
Der Rahmen der Sprint RS ist jetzt wie bei der Sprint ST aluminiumfarben und der Motor in schwarz gehalten.

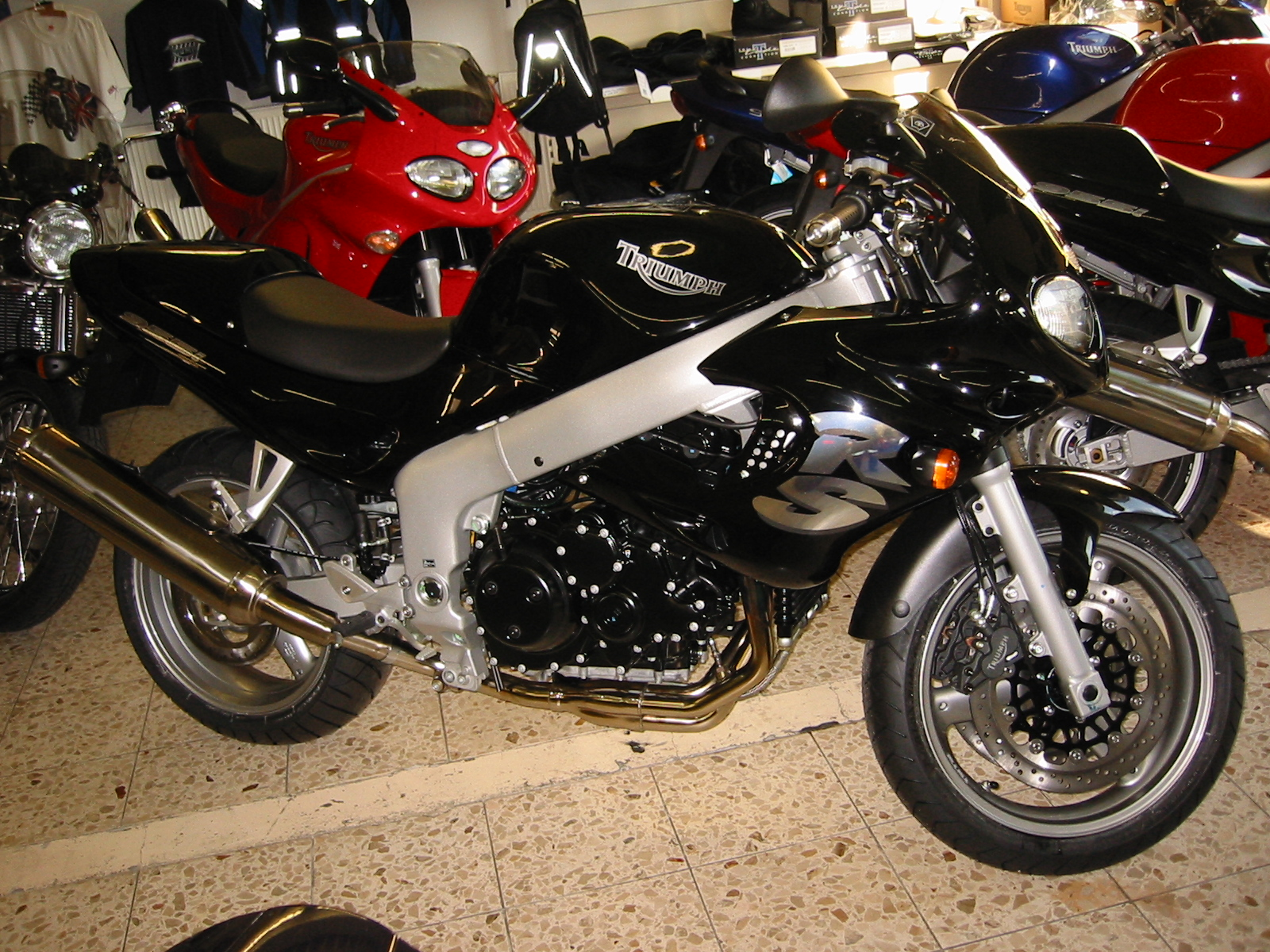
Triumph Sprint RS Baujahr 2002

### Baujahr 2003
- Die Sprint RS 955i erhält in diesem Baujahr ebenfalls die bereits in der Sprint ST verbaute Einarmschwinge
- Das „RS“-Logo an den Seitenverkleidungen entfällt

### Baujahr 2004
Die Sprint RS wird als Last Edition Sondermodell aufgelegt.

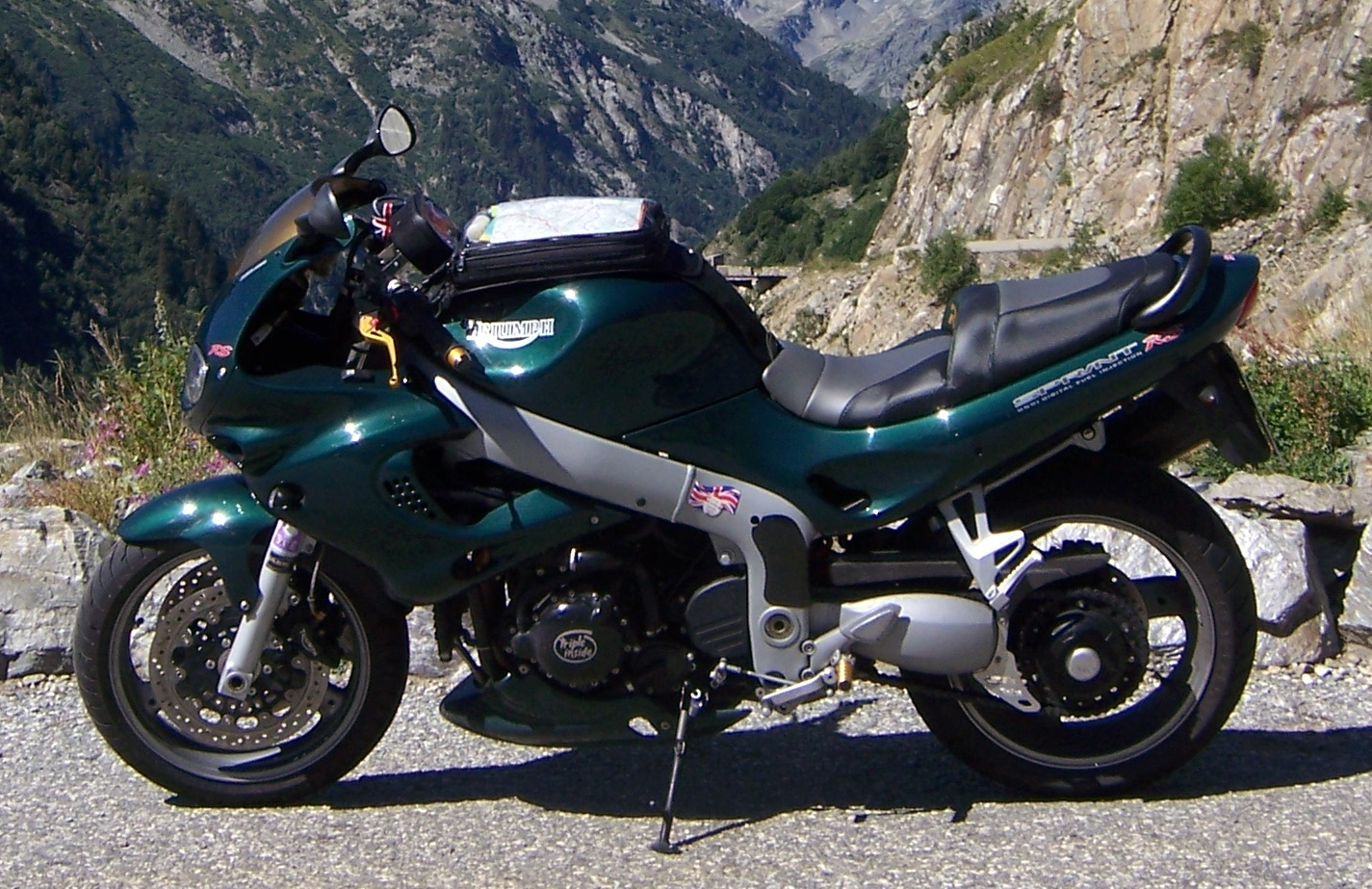
Triumph Sprint 955i RS Last Edition Baujahr 2004

### Farben
| Farbtabelle | 1999 | 2000 | 2001 | 2002 | 2003  | 2004 |
| --- | ---- | ---- | ---- | ---- | ----- | ---- |
| Jet Black IVC: L2344 / STANDOX: PG / TRIUMPH: T3120300-PG                                                                       | ST   | ST   | RS   | RS   | RS    |      |
| Aluminum Silver DUPONT: 460790101 / STANDOX: BEC2203 o. MH / TRIUMPH: T3120300-MH                                               |      |      |      |      | ST    | ST   |
| Tornado Red, IVC: L2804 / DUPONT: BEC 2211/ STANDOX: CM / TRIUMPH: T3120300-CM                                                  | ST   | ST   | ST   | ST   |       |      |
| Lucifer Orange, IVC: L2501 / STANDOX: ED / TRIUMPH: T3120300-ED                                                                 |      | RS   | RS   |      |       |      |
| Sapphire Blue, DUPONT: 460660101 / STANDOX: BEC1497T o. JM / TRIUMPH: T3120300-JM                                               |      | ST   | ST   | ST   |       |      |
| Eclipse Blue, IVC: L3063 / STANDOX: JN o. L3063 / TRIUMPH: T3120300-JN                                                          |      | RS   |      |      |       |      |
| Caspian Blue, DUPONT: 462110101 / STANDOX: BEC/1349 / TRIUMPH: T3120300-JD                                                      |      |      |      |      | ST/RS | ST   |
| Racing Yellow, DUPONT: BEC 1514 / IVC: L3422 / DUPONT (2K): 488120101 / STANDOX: BEC/1514 o. FAA o. L458 / TRIUMPH: T3120300-FA |      | RS   | RS   |      |       |      |
| Acidic Yellow, PPG: TRIUMPH ACIDIC / STANDOX: FD / TRIUMPH: T3120300-FD                                                         |      |      |      | RS   |       |      |
| British Racing Green, DUPONT: 461210101 / STANDOX: BEC/1343 o. BEC/881 / TRIUMPH: T3120300-HA                                   |      |      | ST   | ST   |       | RS   |
| Aston Green, DUPONT: 487850101 / STANDOX: BEC2507 / TRIUMPH: T3120300-HH                                                        |      |      |      |      | ST    | ST   |

## Triumph Sprint ST 1050
Im Jahr 2005 wurden die Triumph Sprint ST 955i und Sprint RS 955i durch das Nachfolgemodell Sprint ST 1050 ersetzt. Die Sprint ST 1050 war das erste Motorrad der Marke Triumph, das auf Wunsch mit Antiblockiersystem ausgeliefert wurde. Beim Design wurde „Triple“ zum Leitmotiv und durch die Scheinwerfereinheit mit drei Projektionslinsen bis zur Underseat-Auspuffanlage mit ihren drei Endrohren zur Geltung gebracht. Die Wärmeabfuhröffnungen in der Vollverkleidung wurden als Dreiecke ausgebildet. Neben dem Motor wurde auch der Alubrückenrahmen neu entwickelt.
Die Sprint ST 1050 erreichte 2008 und 2009 jeweils Platz 1 bei der Wahl zum Motorrad des Jahres der Zeitschrift „Motorrad“ in der Kategorie „Tourer“.

### Baujahr 2005
Ab Februar 2005 gab es die Sprint in den Farben Caspian Blue und Aluminium Silver. Erst ab Mai konnte sie auch wahlweise mit ABS und in Sunset Red gekauft werden (die Farbe Sunset Red gab es zunächst nur mit Antiblockiersystem).

### Baujahr 2006
- Mit Baujahr 2006 sind alle drei Farben wahlweise mit/ohne Antiblockiersystem erhältlich
- Zusätzliche Dämmmatten in der Seitenverkleidung, um Motorwärme vom Fahrer fernzuhalten
- Durchmesser der Bremspumpe von 14 mm auf 16 mm erhöht

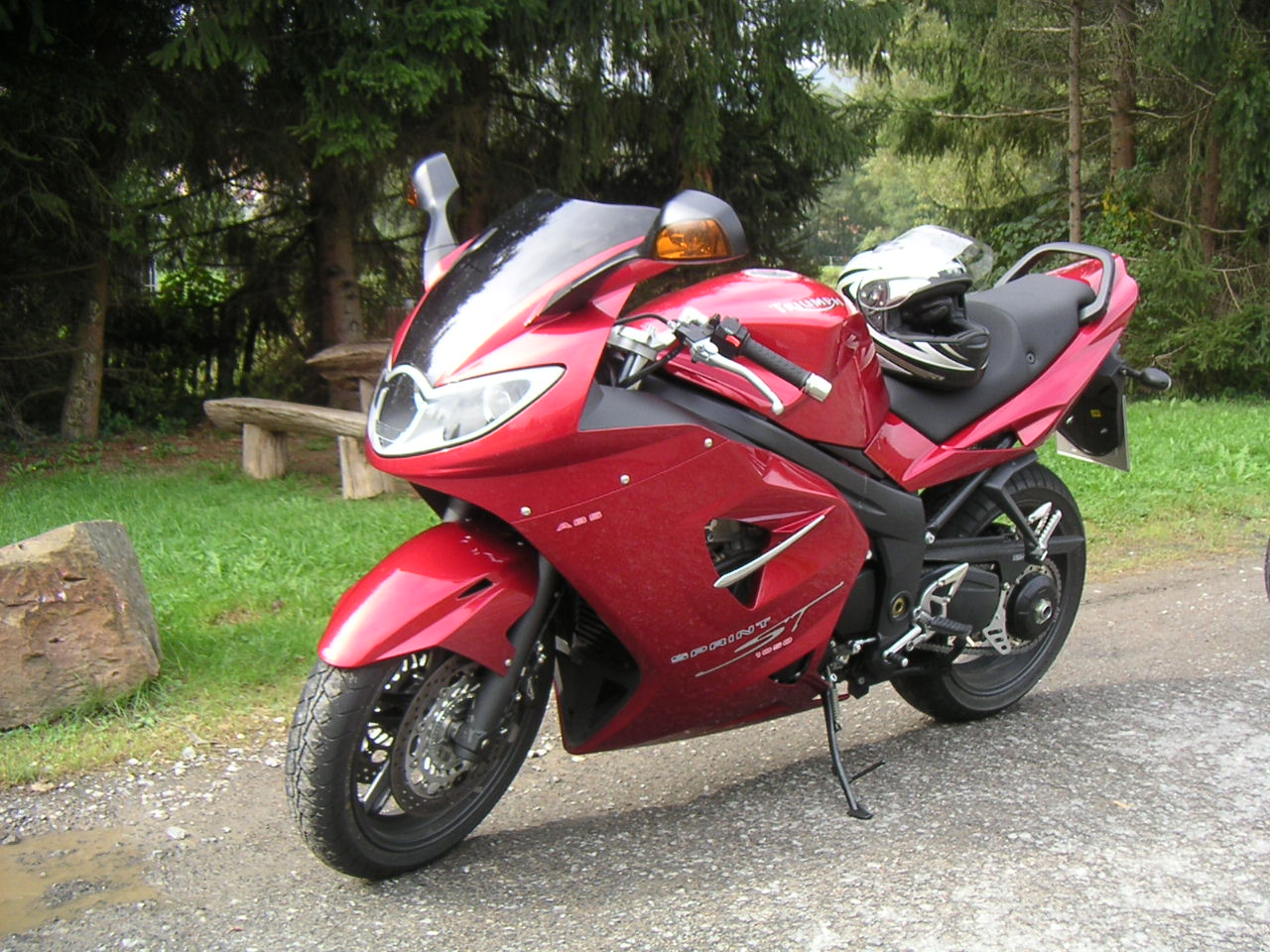
Triumph Sprint ST 1050 Baujahr 2006

### Baujahr 2007
- Die Farben Phantom Black und Tornado Red lösen Aluminium Silver und Sunset Red ab
- neue ECU für schnelleres Anspringen und Umsetzung der Euro-3-Norm
- Die Scheinwerfer erhalten neue Projektionslinsen für eine bessere Lichtausbeute
- Die Fußrasten werden mit robusteren Gummis ausgestattet
- Die Seitenverkleidungen erhalten größere Öffnungen
- Der Katalysator wandert zur Reduzierung der Wärmeentwicklung unter der Sitzbank vom Endtopf vor das Steigrohr.
- Koffer sind serienmäßig angebracht
- Es wird eine erhöhte Windschutzscheibe verbaut
- Die Lenkerhälften werden 2 cm höher gelegt
- Die Sitzbank erhält eine schmalere Kontur, um einen besseren Halt im Stand zu gewährleisten

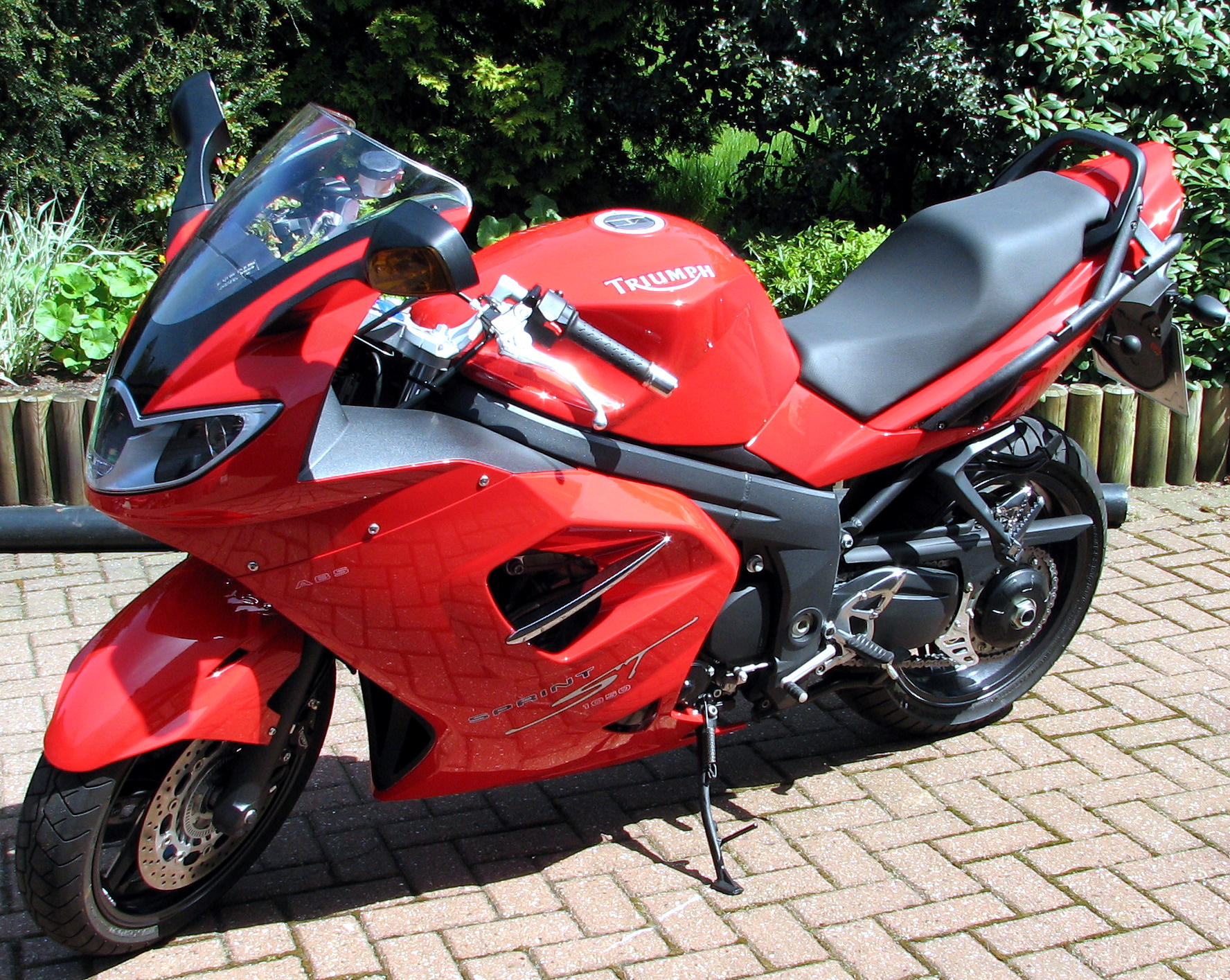
Triumph Sprint ST 1050 Baujahr 2007

### Baujahr 2008
- Der Tank wird in Stahl statt Kunststoff ausgeführt
- Die Farben Graphite und Pacific Blue lösen Caspian Blue und Phantom Black ab

### Baujahr 2009
- Die Farbe Phantom Black wird wieder angeboten. Dafür entfällt Tornado Red.

### Baujahr 2010
- Phantom Black und Tornado Red sind die Farben des letzten in Deutschland angebotenen Baujahres.
- neue ECU für sanftere Gasannahme

### Baujahr 2011
Ab dem Baujahr 2011 wird die Sprint ST 1050 nur noch in Großbritannien und Australien angeboten.
- Das Antiblockiersystem entfällt
- Neue dreifache Reflektorscheinwerfer verbaut
- Die Motorleistung wird auf 95 kW (129 PS) analog zur neuen Sprint GT 1050 angehoben
- Die Sprint ST 1050 erhält die Vorderfrontverkleidung im Stil der Sprint GT 1050

### Farben
| Farbtabelle                                                                       | 2005 | 2006 | 2007 | 2008 | 2009 | 2010 |
| --------------------------------------------------------------------------------- | ---- | ---- | ---- | ---- | ---- | ---- |
| Phantom Black, IVC: L2344 / STANDOX: PG / TRIUMPH: T3120300-PG                    |      |      | x    |      | x    | x    |
| Graphite, SPIES/HECKER: LC 0 0 100722                                             |      |      |      | x    | x    |      |
| Aluminum Silver DUPONT: 460790101 / STANDOX: BEC2203 o. MH / TRIUMPH: T3120300-MH | x    | x    |      |      |      |      |
| Sunset Red, DUPONT: BEC1661T / STANDOX: BEC1661T o. CP / TRIUMPH: T3120300-CP     | x    | x    |      |      |      |      |
| Tornado Red, IVC: L2804 / DUPONT: BEC 2211/ STANDOX: CM / TRIUMPH: T3120300-CM    |      |      | x    | x    |      | x    |
| Caspian Blue, DUPONT: 462110101 / STANDOX: BEC/1349 / TRIUMPH: T3120300-JD        | x    | x    | x    |      |      |      |
| Pacific Blue, DUPONT: BEC 1954 / STANDOX: BEC/1954 / TRIUMPH: T3120300-JI         |      |      |      | x    | x    |      |

## Triumph Sprint GT 1050
Nach 47.500 verkauften Motorrädern unter dem Namen Sprint wurde im Mai 2010 mit der Sprint GT 1050 (GT für Grand Tourer) das Konzept der Sprint-Baureihe von der sportlichen mehr zur touristischen Auslegung hin verlagert. Der durch Verlängerung der Einarmschwinge gewachsene Radstand, die verbesserte Sitzposition für den Sozius und die Vollausstattung mit Koffern zeigen dies äußerlich. Zudem wurde der Motor überarbeitet und die Spitzenleistung auf 96 kW (131 PS) sowie das Drehmoment auf 108 Nm bei 6.300 min−1 angehoben. Neue Reflexionsscheinwerfer sorgen für eine verbesserte Fahrbahnausleuchtung. Die 3-in-1-Auspuffanlage liegt nun wieder unterhalb der Koffer.

### Baujahr 2010–2013
- Das bisher bei der Sprint ST 1050 optionale ABS ist bei der Sprint GT serienmäßig verbaut
- Per Handrad voll einstellbares Federbein

Letztmals wurde die Sprint GT im Jahr 2013 in Deutschland offiziell beworben. Sie wird zurzeit weiterhin gebaut und z. B. in Großbritannien als Special Edition (SE) verkauft. Als Serienausstattung wurde ein Topcase hinzugefügt und als Farben werden Caspian Blue und Cranberry Red angeboten.
Die Angaben zur Höchstgeschwindigkeit in den Fahrzeugpapieren differieren zwischen 230 km/h (elektronisch gedrosselt aufgrund der serienmäßigen Koffer) und 259 km/h.

### Farben
| Farbtabelle                                                                       | 2010 | 2011 | 2012 | 2013 |
| --------------------------------------------------------------------------------- | ---- | ---- | ---- | ---- |
| Aluminum Silver DUPONT: 460790101 / STANDOX: BEC2203 o. MH / TRIUMPH: T3120300-MH | x    | x    | x    |      |
| Pacific Blue, DUPONT: BEC 1954 / STANDOX: BEC/1954 / TRIUMPH: T3120300-JI         | x    | x    | x    | x    |
| Phantom Black, IVC: L2344 / STANDOX: PG / TRIUMPH: T3120300-PG                    |      |      | x    | x    |